# 弗賴施班克山
47°28′44″N 11°31′10″E / 47.47889°N 11.51944°E

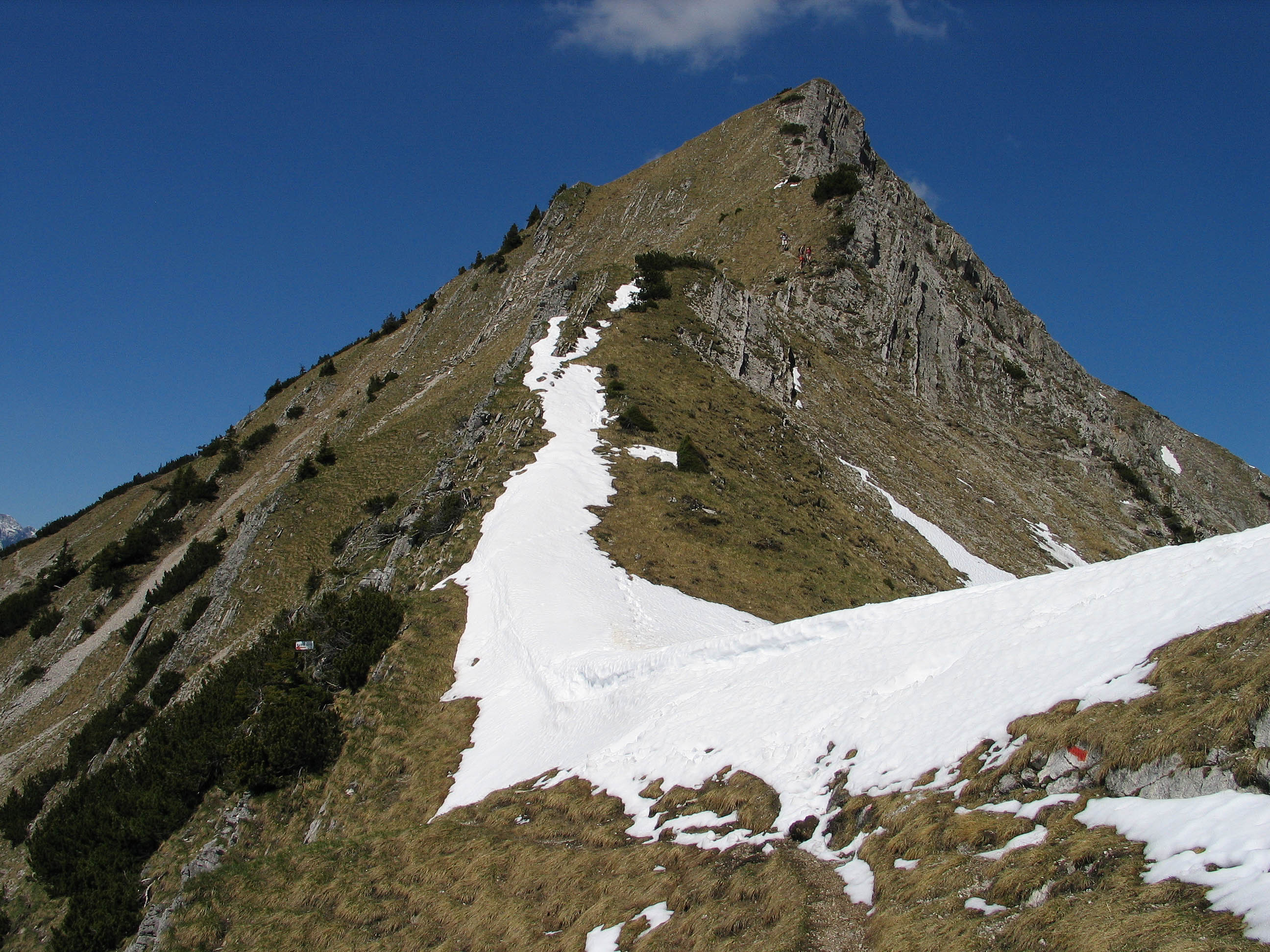

弗賴施班克山（德語：Fleischbank），是奧地利的山峰，位於該國西部，由蒂羅爾州負責管轄，屬於卡爾文德爾山脈的一部分，距離里瑟法爾克山3.8公里，海拔高度2,026米。